# Pango
Pango（Παν）是一个开放源代码的自由文本布局库，通过使用HarfBuzz文本塑形库描繪多语种的文字。全功能文本渲染和跨平台支持在Pango与各平台的API或诸如Uniscribe和FreeType作为文本渲染后端的第三方库使用时呈现。Pango处理的文本会表现出在不同平台之下运行时的相近效果。
Pango是一种特定用途的文本函式库，而不是像同样能被Pango所用的通用图形渲染库Cairo只具备最简单的文本渲染。实际上Cairo技术文档推荐使用Pango来渲染文本。
Pango的名称出自希腊语（pan，所有）和日语（go，语言）。

## 应用
Pango已经被整合到多数Linux发行版中，并在Fedora Core 6被用于Firefox网页浏览器和Thunderbird邮件客户端的文字渲染。虽然在Mozilla的源代码里并没有包含Pango，但Fedora Core得到了Mozilla基金会的特别许可。同样，Debian的Iceweasel、IceDove和IceApe也使用了Pango。

## 对OpenType功能的支持

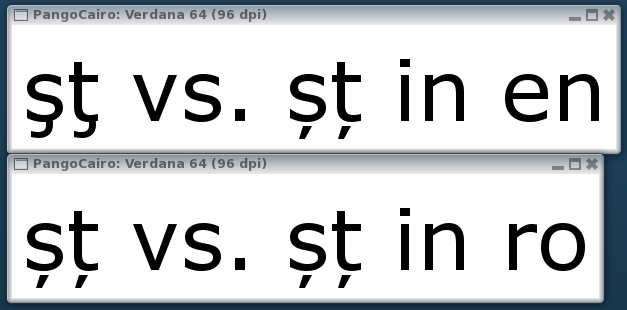
上为默认的渲染效果，下为罗马尼亚文的本地化渲染效果。（使用Verdana）

Pango 1.17及更新版本支持使用locl标签允许同一Unicode码点的本地化字符的使用。
从1.37.1版开始，Pango添加了更多属性来提供处理OpenType功能的完整支持。

## 历史
2000年1月，GScript和GnomeText计划合并后命名为Pango。
Pango 1.0.0 版于2002年3月11日发布。

## 外部連結
- （英文）官方网站
- （英文）Pango introduction（页面存档备份，存于）